# Combat Team Conference
La Combat Team Conference (CTC) è una competizione tra unità militari ed unità speciali delle forze di polizia. Organizzata per la prima volta nel 1983, viene ospitata ogni quattro anni dal GSG 9 della Bundesgrenzschutz, la polizia federale di frontiera tedesca, a Sankt Augustin, in Germania.

## Storia
La prima CTC si tenne nel 1983 per volere degli ex comandanti del GSG 9 Ulrich Wegener e Uwe Dee, con l'obiettivo di favorire la cooperazione tra le differenti unità e per incoraggiate lo scambio di idee ed esperienze. Alla prima edizione parteciparono 20 diverse unità, provenienti da Stati Uniti, Svizzera e Paesi Bassi.

## Edizioni recenti
L'ultima CTC si è svolta nel 2011, alla quale hanno partecipato 41 squadre da Stati Uniti, Israele, Hong Kong, Giappone, Russia, Australia, Gran Bretagna e Thailandia. La competizione è durata sei giorni ed ha incluso prove di liberazione ostaggi, combattimento ravvicinato, tiro di precisione. Vista la sempre maggiore partecipazione internazionale, è stato introdotto l'inglese come lingua ufficiale della competizione.